# Isla Datansha
La isla Datansha (en chino simplificado, 大坦沙岛) es una isla en el oeste del distrito central de Guangzhou, provincia de Cantón, al sur de China. Tiene un área total de 4,4 km².
La isla fue administrada por el Distrito de Baiyun, pero desde 2002 es administrada por el Distrito de Liwan. La isla ha sido una zona industrial del distrito, pero se está planificando el desarrollo de la zona económica de la región de Bai'etan (chino simplificado: 白鹅潭).